# Фоторужьё

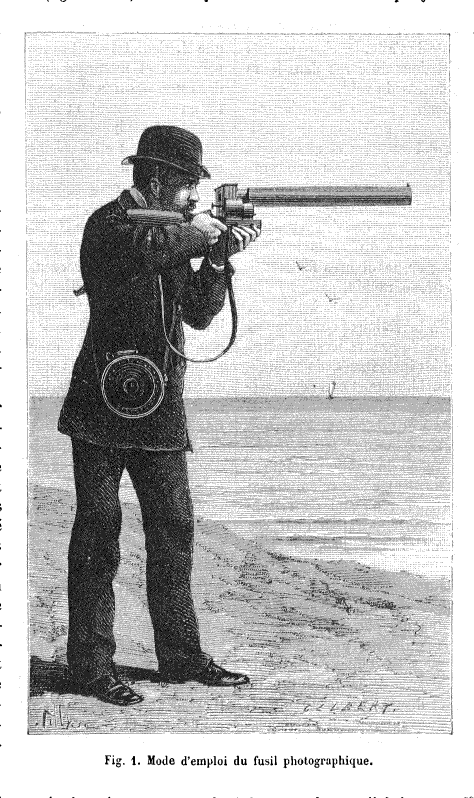
Фоторужьё Маре

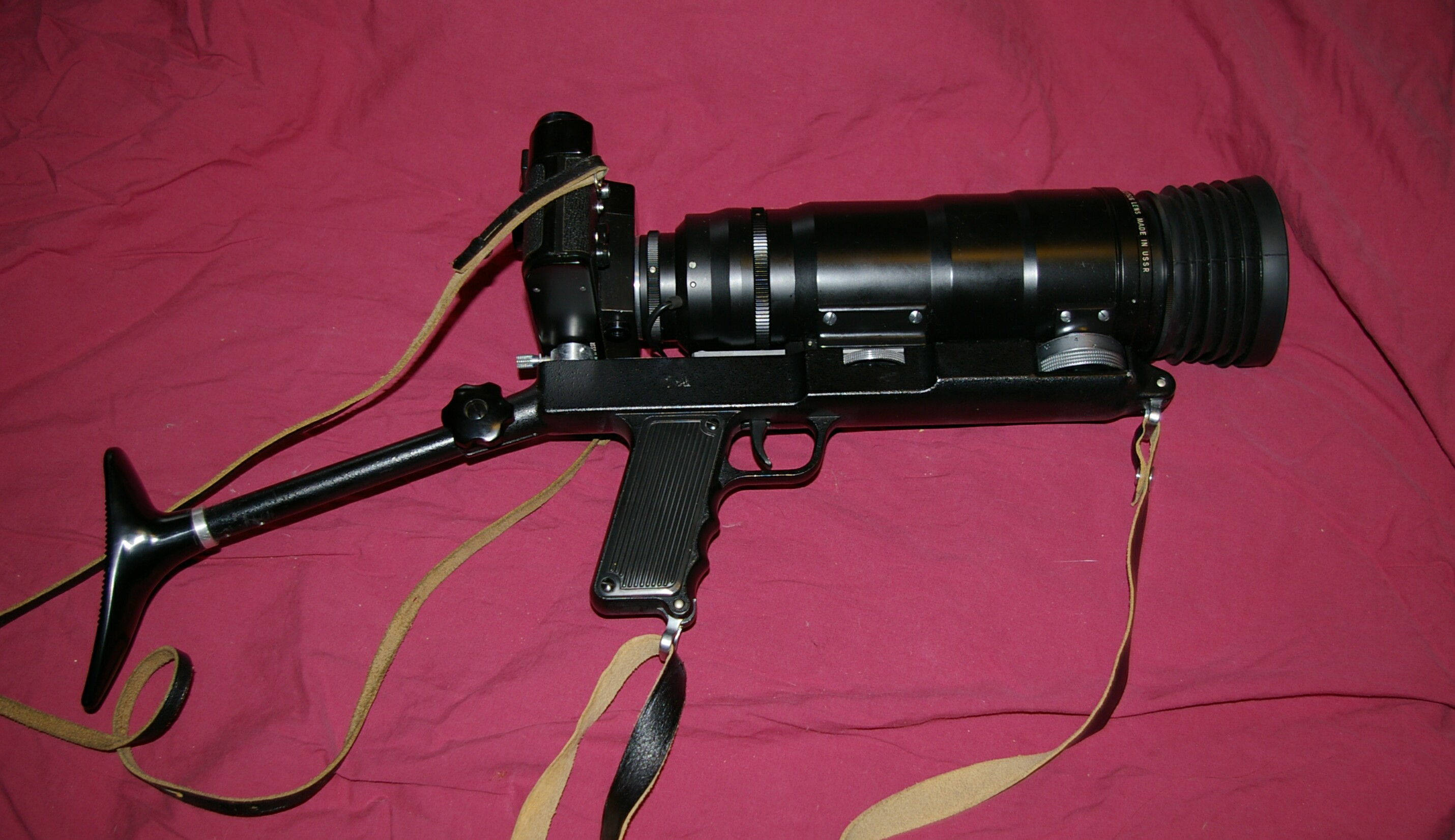
«Фотоснайпер» ФС-12

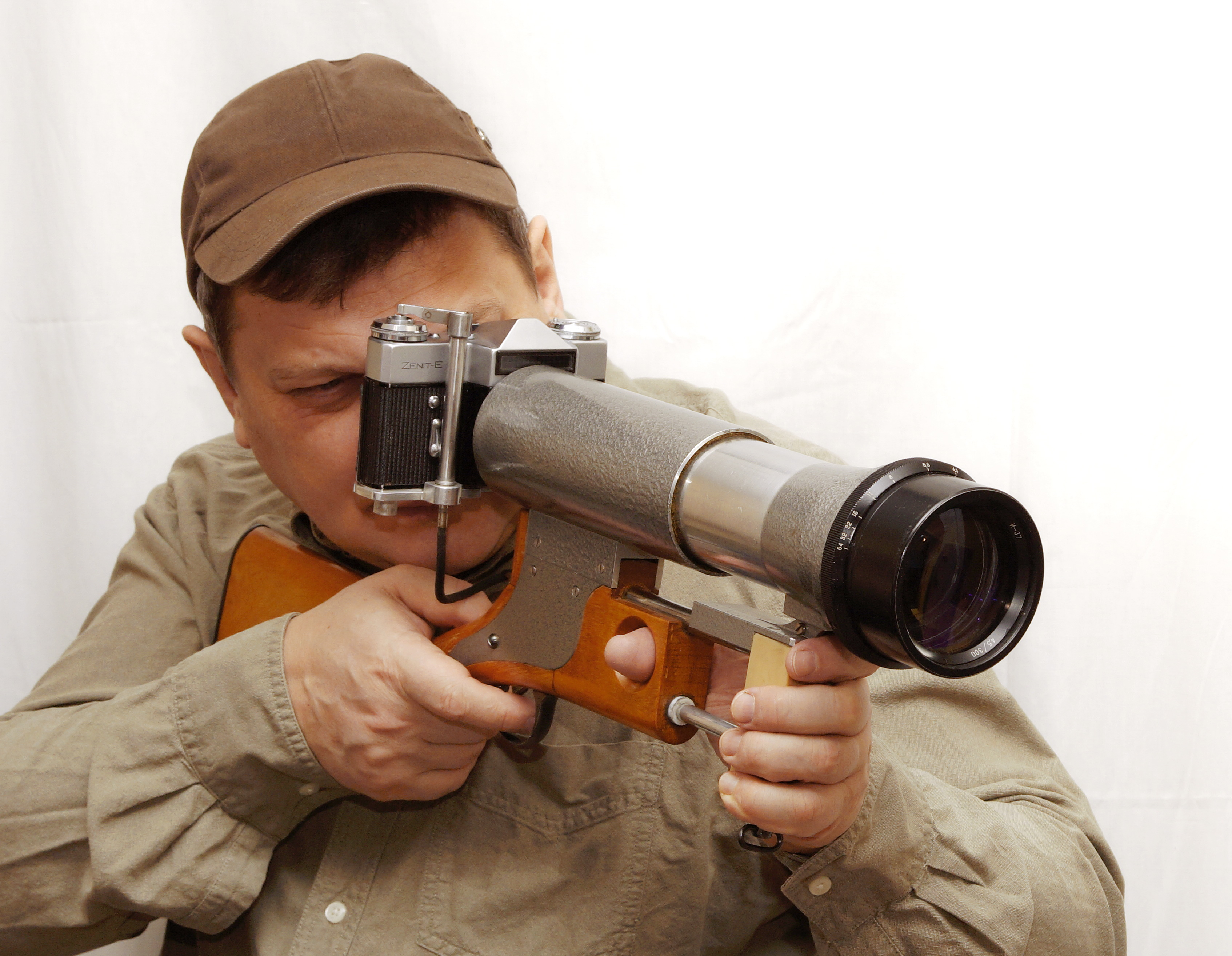
Фоторужье Артюхова, модель 11 (ФРАМ-11). В основе конструкции система мгновенной наводки с прямолинейным движением объектива.

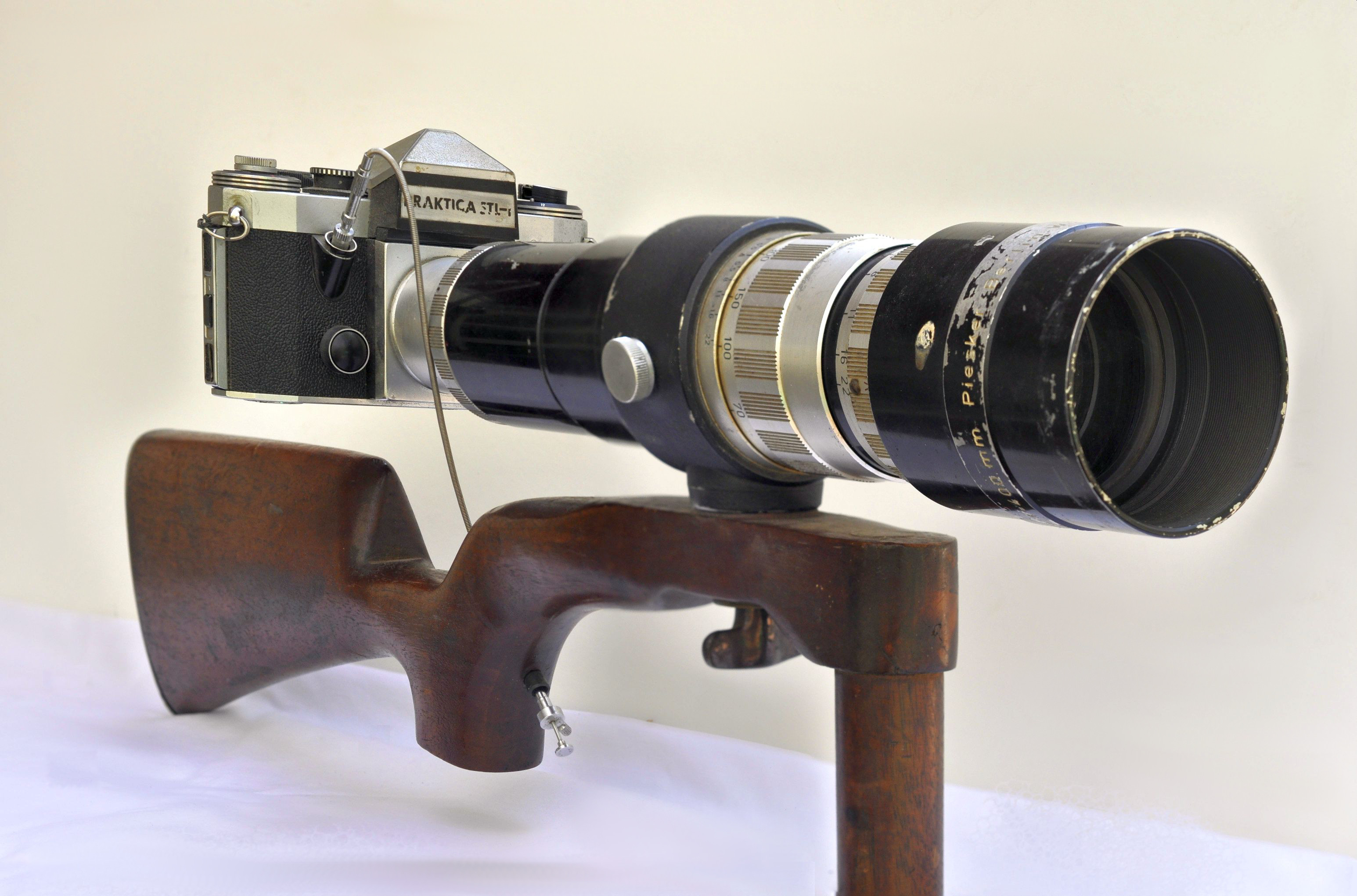
Фоторужье с фотоаппаратом Praktica Super-TL-1 и объективом VOSS 400 mm

Фоторужьё — специальный фотоаппарат, предназначенный для съёмки удалённых объектов с рук длиннофокусным объективом (фотоохота, фоторазведка и прочее). Представляет собой фотокамеру (чаще всего зеркальную), снабжённую ложей наподобие ружейной или несущей конструкцией с пистолетной рукояткой и плечевым упором, которые удерживаются как ружьё при стрельбе. Спуск затвора производится не кнопкой, а специальным спусковым крючком типа оружейного.

## Историческая справка
Первое в истории фоторужьё было создано в 1882 году французским физиологом Этьеном-Жюлем Маре и предназначалось для изучения движения животных и птиц методом хронофотографии. Особенностью конструкции была скорость съёмки, доходящая до 12 кадров в секунду, недоступная обычным фотоаппаратам тех лет. Для этого фоторужьё заряжалось восьмиугольной фотопластинкой, а смена кадра производилась её поворотом на соответствующий угол. Фоторужьё Маре считается одним из первых прообразов киносъёмочного аппарата. Последующие разработки, созданные в Великобритании Сэндсом и Хантером (англ. Sands & Hunter) в 1885 году, а также Лоуренсом (англ. Lawrance) в 1892 году, предназначались для тех же целей скоростной фотофиксации. Все эти фоторужья снабжались объективами с небольшим фокусным расстоянием, а принцип перезарядки был заимствован у созданного в 1873 году астрономом Янсеном фотографического револьвера, похожего на наиболее скорострельное оружие XIX века — револьвер.
С появлением малоформатной фотографии стала возможной съёмка с больших расстояний при помощи сравнительно компактных телеобъективов. Препятствием для этого служила недостаточная точность фокусировки с помощью дальномера, критическим фокусным расстоянием для которого считается 135 мм. Наводка на резкость более длиннофокусной оптики недостаточно точна. Выход был найден в использовании с малоформатными камерами зеркальной приставки, выпуск которых первой наладила компания Ernst Leitz под названием Visoflex. Фокусировка по матовому стеклу этого устройства обладала высокой точностью, не зависящей от фокусного расстояния объектива. В 1938 году инженер нью-йоркского отделения Leica Camera Фридрих Шенк разработал на основе Visoflex, объектива «Телит» 4,5/200 мм и фотоаппарата Leica IIIb фоторужьё «Leica Gewehr».
Из позднейших образцов наиболее известны советские фоторужья «Фотоснайпер», производившееся Красногорским механическим заводом (КМЗ). Первый «Фотоснайпер» небольшой партией был выпущен в 1937 году в ГОИ (Государственный Оптический Институт), затем аналогичную модель под названием «ФС-2» начали производить на КМЗ. «ФС-2» (1944—1945) представлял собой доработанную дальномерную камеру ФЭД с флектоскопом, объективом «Таир-2» (фокусное расстояние 300 мм, относительное отверстие 1:4,5) и деревянной ложей ружейного типа. «ФС-2» производился для вооружённых сил и официально назывался «ручной аппарат для фото-разведки». В «Фотоснайпере ФС-3» (1965—1982) использовался однообъективный зеркальный фотоаппарат «Зенит-ЕС» (вариант камеры «Зенит-Е» с дополнительной спусковой кнопкой на нижней панели для сопряжения со спусковым механизмом фоторужья) и объектив «Таир-3ФС» (фокусное расстояние 300 мм, относительное отверстие 1:4,5, прыгающая диафрагма с пружинным приводом, требующим предварительного взвода). Ложа металлическая, с пистолетной рукояткой. Камера могла сниматься с ложи и использоваться отдельно с любым совместимым объективом (в комплект поставки «ФС-3» входил объектив «Гелиос-44-2» 2/58 мм). «ФС-3» и последующие модели красногорских «Фотоснайперов» предназначались для потребительского рынка.
В СССР конструирование и изготовление фоторужей было заметным направлением технического творчества фотолюбителей. Известны были, например, фоторужья А. Я. Артюхова «ФРАМ», сконструированные в 1960-е годы; с ними даже сравнивали промышленные образцы при проведении во ВНИИТЭ экспертизы фоторужья ФС с позиций технической эстетики в 1966 году.